# Strada statale 26 (Polonia)
La strada statale 26 (sigla DK 26, in polacco droga krajowa 26) è una strada statale polacca che attraversa il Paese da Krajnik Dolny a Renice.